# Vranja
Vranja is een plaats in de gemeente Lupoglav in de Kroatische provincie Istrië. De plaats telt 86 inwoners (2001).